# Девица (сазвежђе)
Девица (лат. Вирго) је једно од сазвежђа зодијака, припада и групи пролећних сазвежђа, јер се најбоље види за време тог годишњег доба. Најсјајнија звезда је Спика, или Клас како је позната у нашем народу - њена појава на небу се везивала за радове у пољу - сетву и жетву.
У правцу овог сазвежђа налази се огромно галактичко јато, којем припада и наша Локална група галаксија.